# Harrison Butker
Harrison Butker (Decatur, Georgia, Estados Unidos; 14 de julio de 1995), apodado Butt Kicker (un juego de palabras con su apellido y posición), es un pateador de fútbol americano de los Kansas City Chiefs de la NFL. Jugó fútbol americano universitario en el Georgia Tech. Es el cuarto en la historia de la NFL en porcentaje de tiros de campo en su carrera (mínimo 100 intentos) con 88.1. En el 2019, lideró la NFL en anotaciones y ganó un Super Bowl con los Chiefs. En el Super Bowl LVII, pateó el gol de campo ganador con ocho segundos restantes en el juego, permitiendo que su equipo, gane el trofeo, además de lograr el gol de campo más largo en la historia de un Super Bowl con 57 yardas, siendo poseedor del récord actual. Es considerado uno de los mejores pateadores de todos los tiempos y uno de los pateadores más precisos en la historia de la NFL, ocupando el segundo lugar detrás de la estrella de los Baltimore Ravens, Justin Tucker, en tasa de conversión de goles de campo en su carrera. Butker es actualmente 3 veces campeón de la Superbowl, siendo decisivo en los últimos dos de estos.

## Juventud
Butker asistió a The Westminster Schools, donde jugó en el equipo de fútbol americano después de aprender el deporte como un estudiante de segundo año en ascenso. Rompió el récord escolar (en ese momento) para un gol de campo de 53 yardas. Era un atleta de tres deportes: baloncesto, balompié y fútbol americano. Ganó tres campeonatos estatales de balompié y, durante los cuatro años, fue el tubista de primera silla de la banda sinfónica de los estudiantes de último año de la escuela.

## Carrera

### Futbol americano universitario
Butker jugó en el Georgia Tech desde 2013 hasta el 2016 con el entrenador en jefe Paul Johnson. Butker es el máximo anotador de todos los tiempos en la historia de la escuela y fue capitán del equipo en su último año. En su carrera universitaria, convirtió 208 de 210 intentos de puntos extra y 43 de 60 intentos de gol de campo.

### Futbol Americano profesional

#### Carolina Panthers (2017)
Los Carolina Panthers seleccionaron a Butker en la séptima ronda con la selección general número 233 en el Draft de la NFL de 2017. Fue el tercer y último pateador seleccionado en el 2017.  El 5 de mayo de 2017, los Panthers firmaron a Butker con un contrato de cuatro años y $2.48 millones que incluye un bono por firmar de $83,112. Fue liberado el 13 de septiembre de 2017 y fue relegado al equipo de práctica al día siguiente.

#### Kansas City Chiefs (2017-presente)
El 26 de septiembre de 2017, los Kansas City Chiefs] firmaron a Butker fuera del equipo de prácticas de los Panthers después de que Cairo Santos fuera colocado en la lista de reservas lesionados. El 2 de octubre del 2017, Butker convirtió un gol de campo ganador en su debut contra los Washington Redskins. En el siguiente juego contra los Houston Texans, Butker hizo sus cinco intentos de gol de campo y los tres intentos de puntos extra. En la Semana 8, convirtió cinco goles de campo, incluido uno de 51 yardas, en la victoria por 29-19 sobre los Denver Broncos, lo que le valió el premio al Jugador de la Semana de los Equipos Especiales de la AFC y al Jugador del Mes de los Equipos Especiales de la AFC. En su primer mes en la NFL, obtuvo dos récords de la NFL: la mayoría de los tiros de campo hechos en un mes para un pateador novato y el único jugador en hacer cinco goles de campo en varios juegos de la temporada de novato.  En la Semana 16, Butker convirtió cinco goles de campo en la victoria por 29-13 sobre los Miami Dolphins, lo que le valió el premio al Jugador de la Semana de los Equipos Especiales de la AFC. En general, en la temporada 2017, convirtió los 28 intentos de punto extra y 38 de 42 intentos de gol de campo. Butker fue nombrado suplente del Pro Bowl 2018.  Terminó la temporada empatado en el cuarto lugar en anotaciones con Chris Boswell con 142 puntos.
Los Chiefs terminaron con un récord de 10–6 y se clasificaron para los playoffs en la temporada 2017. En la ronda de comodines contra los Tennessee Titans, Butker convirtió tres puntos extra y falló un gol de campo de 48 yardas en la derrota por 22-21.
En el 2022 a pesar de sufrir una lesión en el tobillo en el juego, Butker anotó un gol de campo de 51 yardas y los cuatro intentos de puntos extra en la victoria de los Chiefs en la Semana 1 sobre los Arizona Cardinals.  El día previo al partido de la Semana 2 de los Chiefs contra Los Angeles Chargers, fue descartado por la lesión en el tobillo.  Estuvo inactivo durante los próximos cuatro juegos de los Chiefs.  En su primer juego de regreso de la lesión contra los Buffalo Bills, rompió el récord de franquicia de los Chiefs de gol de campo más largo por segunda vez (su récord anterior de 58 se había roto mientras estaba lesionado) con un gol de campo de 62 yardas. Fue el decimoquinto gol de campo en la historia de la NFL de 62 yardas o más. En sus primeros cinco juegos después de regresar de una lesión, falló un punto extra o un gol de campo en cada uno de esos juegos, la racha más larga de su carrera. Terminó la racha haciendo los tres intentos de gol de campo y los tres intentos de puntos extra en la semana 11 contra Los Angeles Chargers. En el Juego de Campeonato de la AFC, Butker conectó el gol de campo ganador del juego para derrotar a los Cincinnati Bengals 23-20 para enviar a los Chiefs al Super Bowl LVII. En el Super Bowl, Butker falló un gol de campo en el primer cuarto, pero anotó el gol de campo ganador del juego en el cuarto cuarto para darle a los Chiefs una victoria de 38-35 sobre los Philadelphia Eagles, dándole a los Chiefs su tercera victoria en el Super Bowl en la historia de la franquicia.

#### Récord del gol de campo más largo de la historia
El récord anterior era en el Super tazón XXVIII de 54 yardas cuando Steve Christie de los Buffalo Bills.
En el Super Tazón LVIII se rompió el récord dos veces. Uno de 55 yardas cuando Jake Moody hizo gol de 55 yardas. Harrison Butker y conectó un gol de campo de 57 yardas en el mismo partido, para un nuevo récord de gol de campo en un super tazón.

## Vida personal
Está casado y es padre de un hijo varón y una hija mujer.

### Opiniones
Butker es católico tradicionalista practicante.
En un discurso que pronunció el 11 de mayo de 2024 ante los graduados del Benedictine College de Atchison, Kansas, mencionó, entre otras cosas, que se opone al aborto, al alquiler de vientres y a la fecundación in vitro. En esa ocasión criticó también al feminismo y al movimiento LGBT, y cuestionó que la propuesta de una ley nacional para combatir el antisemitismo le impidiera a los cristianos enseñar libremente los contenidos de la Biblia. Sus declaraciones crearon controversia en su país, por lo que tanto los Kansas City Chiefs como la NFL aclararon que ellos no compartían esas opiniones.